# Українка (Пологівський район)
Украї́нка — село в Україні, у Молочанській міській громаді Пологівського району Запорізької області. Населення становить 139 осіб. До 2020 орган місцевого самоврядування - Новомиколаївська сільська рада.

## Географія
Село Українка знаходиться на відстані 3,5 км від села Запоріжжя. 

## Історія
- 1930 — дата заснування.
- 12 червня 2020 року, відповідно до Розпорядження Кабінету Міністрів України від № 713-р «Про визначення адміністративних центрів та затвердження територій територіальних громад Запорізької області», увійшло до складу Молочанської міської громади.[1]
- 19 липня 2020 року, в результаті адміністративно-територіальної реформи та ліквідації Токмацького району, селище увійшло до складу Пологівського району.[2]